# Улица Свободы (Харьков)
Улица Свободы – улица города Харькова , расположенная в Киевском административном районе. Начинается от Сумской улицы в районе площади Свободы и идет на юго-восток к улице Григория Сковороды. Пересекается с улицами Мироносицкой, Чернышевской и Алчевских.

## История
Улица возникла в нач. 1870-х годов. Застройка началась от бывшего ветеринарного института (ныне Дворец детского и юношеского творчества, ул. Сумская, 37) до сочетания с бывшим Сомовским переулком, и образовавшаяся таким образом улица получила название Ветеринарной. Селились на ней преимущественно представители достаточно богатых слоев населения.
В 1927  г. улице присвоили имя А. В. Иванова , советского партийного деятеля. 17 мая 2016 г. улица Иванова была переименована в улицу Свободы в связи с декоммунизацией на Украине.

## Дома
- Дом № 7/9  — памятник архитектуры Харькова , АТС, 1930-1932 гг., арх. П. И. Фролов. В настоящее время также АТС, Харьковский филиал «Укртелеком» .
- Дом № 8   — доходный дом Масловского , памятник архитектуры, жилой дом, 1911 г., арх. М. Л. Мелетинский. Уничтожена ракетным ударом во время боев за Харьков в 2022 году.[2].
- Дом № 21   — Харьковская общеобразовательная школа № 5[3].
- Строй. № 23   — бывший дом художника Евдокима Волошинова, который он строил для своей семьи. К началу 2022 года здание заброшено[4].
- Дом № 24   — Пом. арх., жилой дом, 1900 г., арх. И. Л. Марков.
- Дом № 26/28  — Пом. арх., здание Сообщества грамотности, 1894—1898, архитектор С. И. Загоскин. В настоящее время педиатрическое отделение Дорожной клинической больницы.
- Дом № 27   — Восточное государственное предприятие геодезии, картографии, кадастра и геоинформатики[5].
- Дом № 35  — Бывший памятник архитектуры, особняк с ограждением нач. XX век , возможно авторство архитектора А. М. Гинзбурга. Бывшая усадьба дворян Мигриных[6]

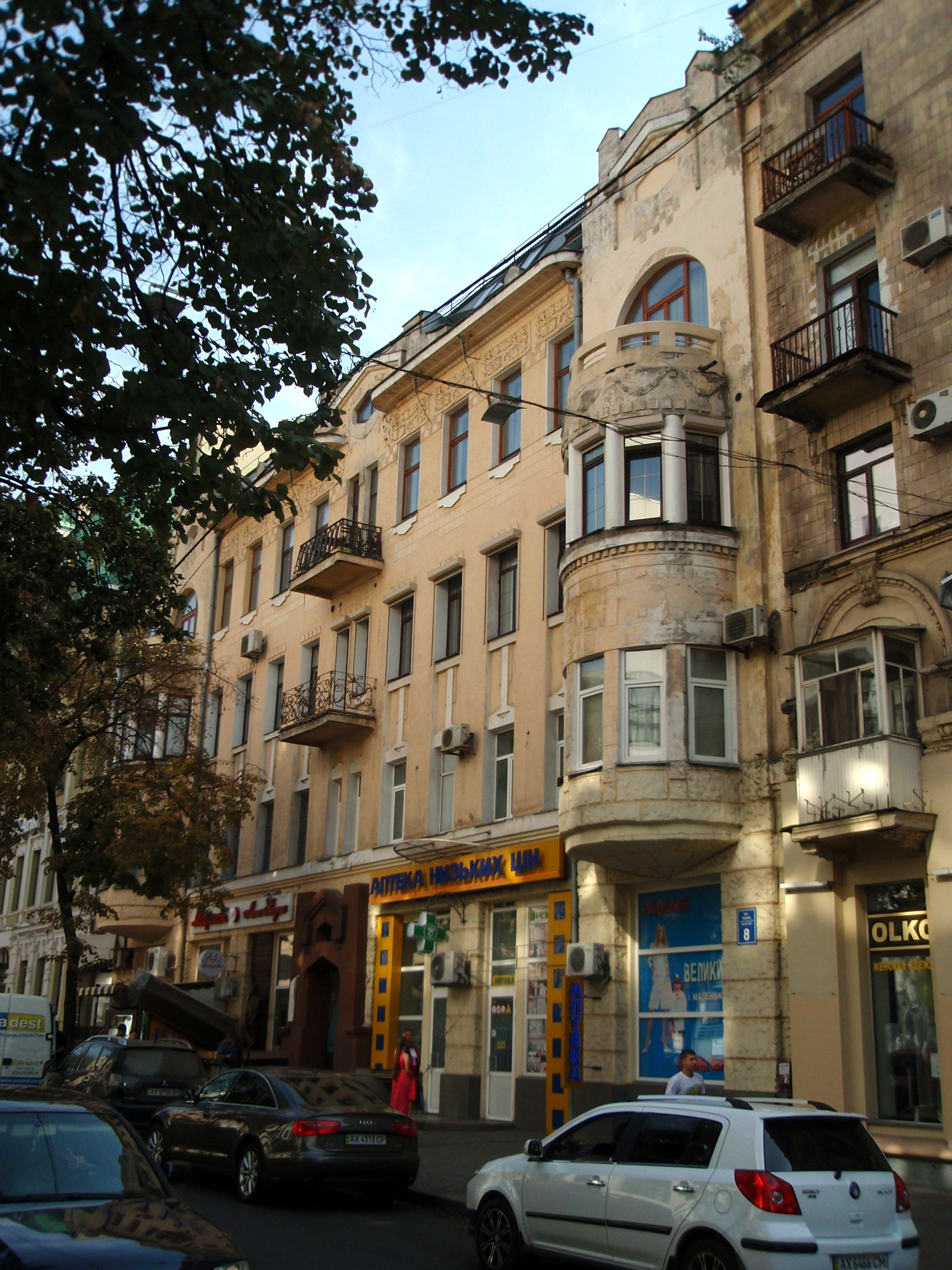
Дом № 8
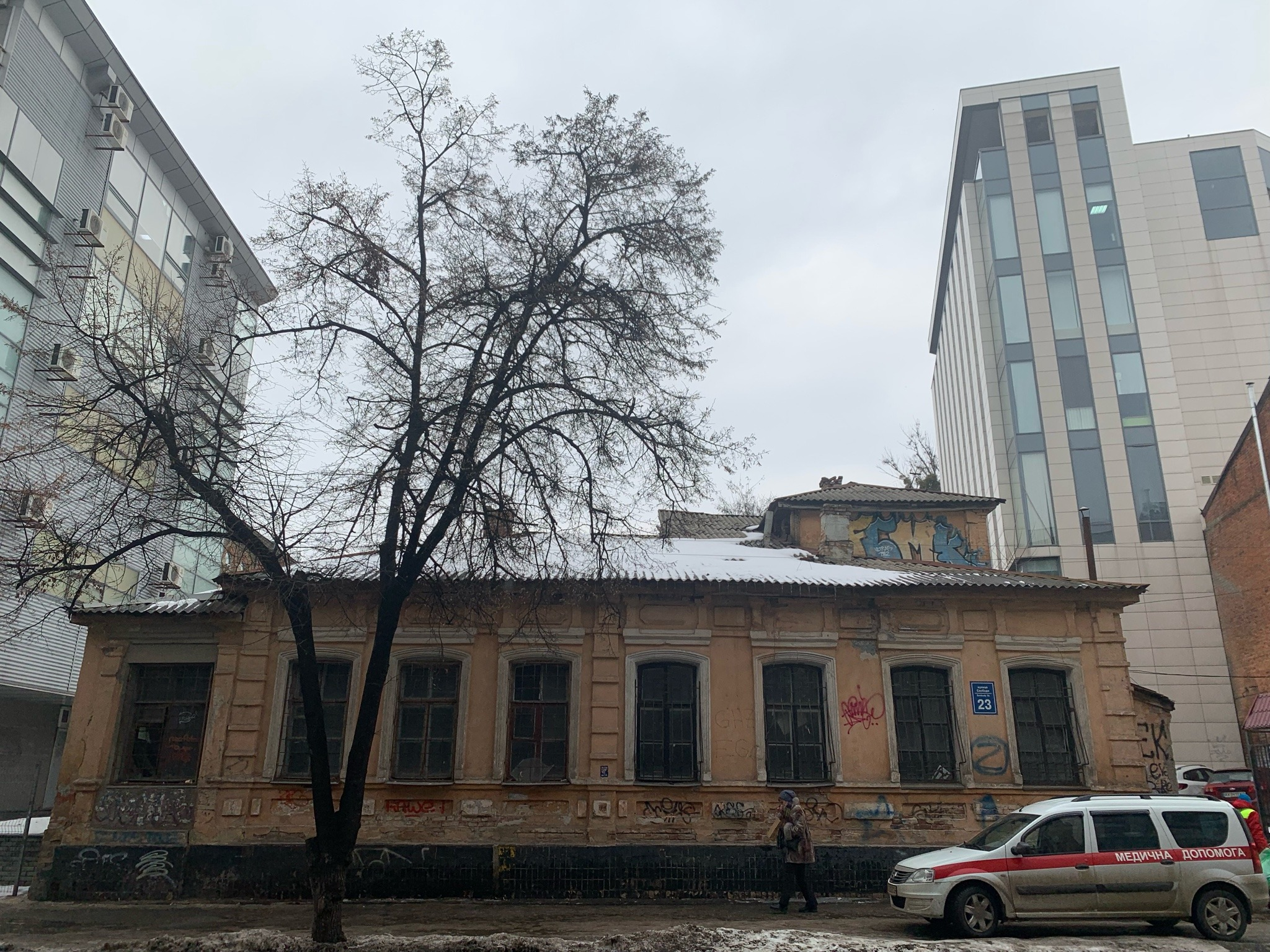
Дом № 23
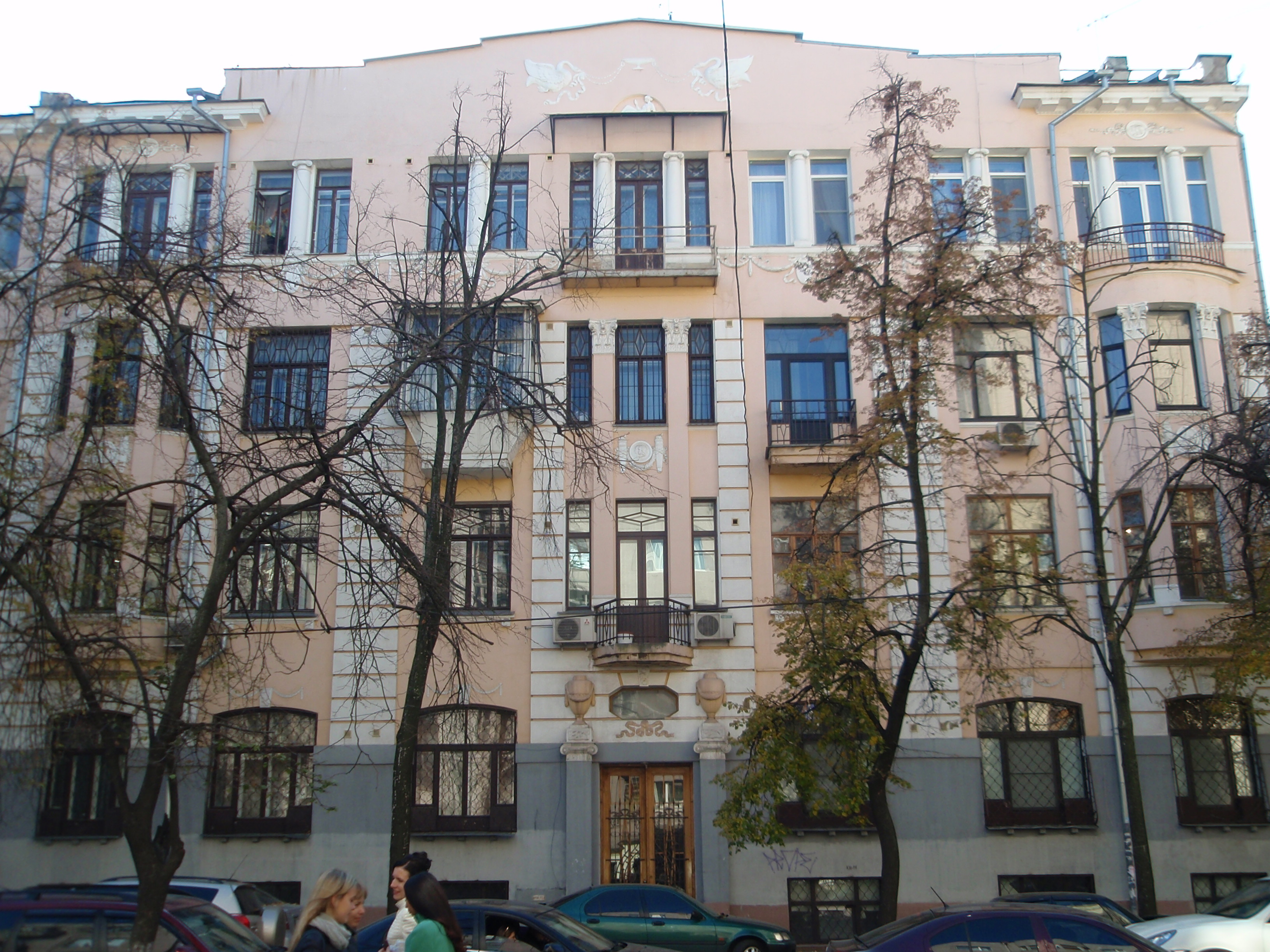
Дом № 24
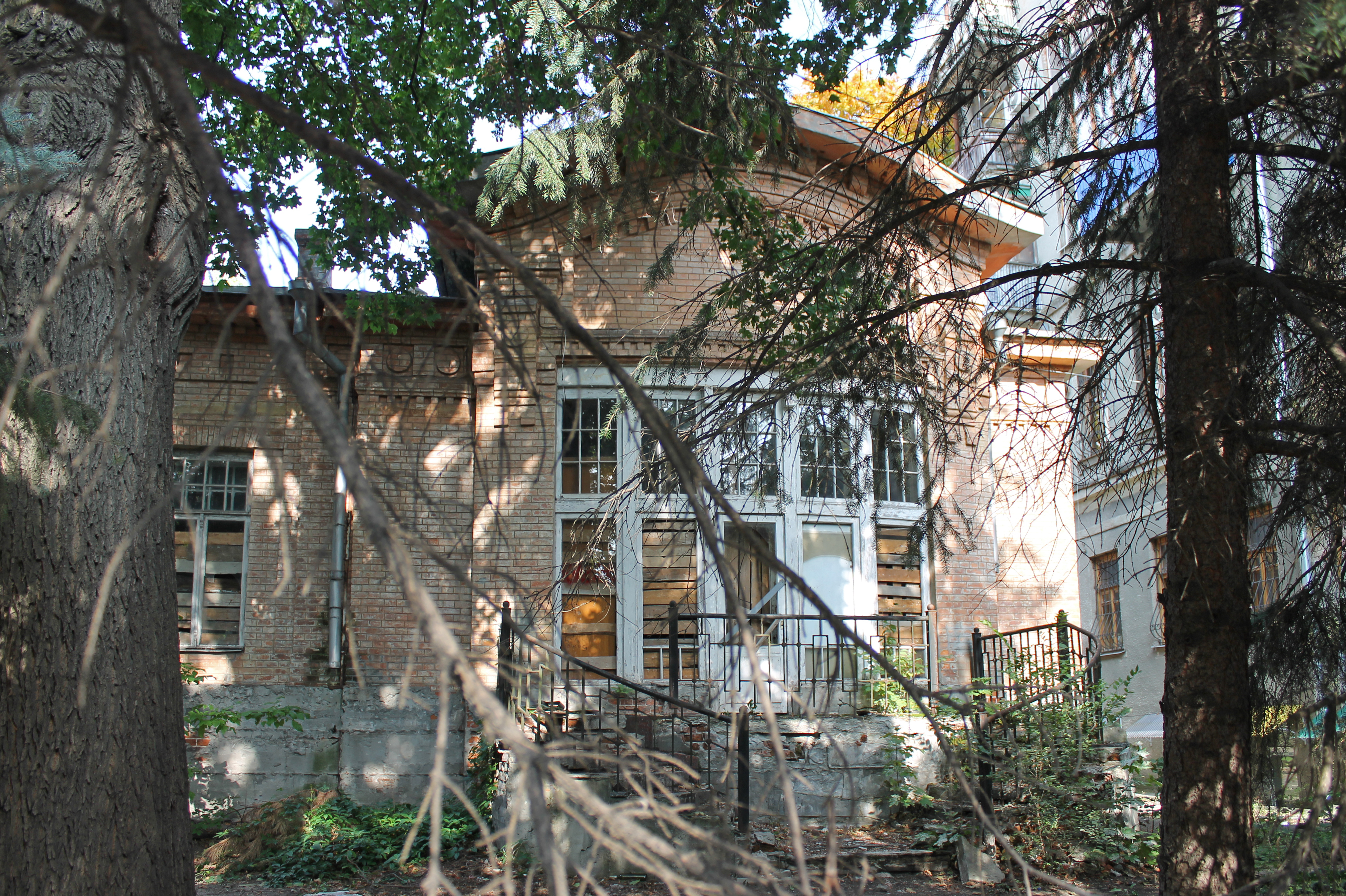
Дом № 35